# Denis (futebolista)
Denis César de Matos, mais conhecido como Denis (Jaú, 14 de abril de 1987) é um futebolista brasileiro que atua como goleiro. Atualmente joga pelo Sport.

## Carreira

### Ponte Preta
Nascido em Jaú, ingressou no juvenil da Ponte Preta de Campinas em 2002. Subiu ao time principal em 2006 e estreou em 24 de fevereiro de 2007, iniciando como titular em uma derrota fora de casa por 1 a 2 contra o Grêmio Barueri, pelo Campeonato Paulista. Denis apareceu regularmente durante a Série B daquele ano, principalmente com a lesão do titular Aranha. No total, pela Ponte Preta, atuou em 33 partidas.

### São Paulo
Denis transferiu-se para o São Paulo em 22 de janeiro de 2009 e fez sua estreia pelo clube contra a Portuguesa de Desportos, pelo Campeonato Paulista, três dias depois, em 25 de janeiro, substituindo Rogério Ceni, que se contundira no segundo tempo. A estreia como titular foi na partida contra o Palmeiras, em 24 de maio, pela terceira rodada do Brasileirão de 2009. Em 30 de outubro de 2011, depois de mais dois anos sem ser titular, em uma partida pelo Campeonato Brasileiro, Denis fez aquele que ele mesmo elegeria como melhor jogo de sua carreira, no empate por 0 a 0 contra o Vasco da Gama. Devido a uma contusão do titular Rogério Ceni, Denis atuou durante todo o Campeonato Paulista de 2012.
No final de 2013, na iminência da aposentadoria de Ceni, que cogitava largar o futebol ao final da temporada, Denis falou sobre a possibilidade de assumir em definitivo a titularidade no gol são-paulino. As notícias que apontavam a vinda de Diego Cavalieri para o Morumbi foram rechaçadas pelo camisa 12, que afirmou o seguinte: "Especulação vai existir em todo lugar e a qualquer momento. Espero que a torcida compreenda um pouco a aposentadoria de Ceni. Dentro de campo estará outro goleiro ou o Denis, que vestirão a camisa do São Paulo." Porém, Rogério acabaria por renovar seu contrato tanto para 2014 como para 2015.
Em 2016, Denis assumiu a camisa 1 do São Paulo, passando a ser o goleiro titular. No quinto jogo do ano, contra o César Vallejo, em 10 de fevereiro, ele atingiu a marca de 100 jogos pelo clube.
Em 11 de março de 2017, na derrota para o Palmeiras por 3 a 0, Denis assumiu a responsabilidade pelo placar adverso. Nas palavras do arqueiro: "Eu já estou acostumado. Já estou calejado. Estou tranquilo. A equipe, ao todo, não fez um grande jogo. Eu assumo a responsabilidade, não tenho vergonha".
Em 4 de dezembro de 2017, se despediu do São Paulo, já que seu contrato iria até o fim da temporada e não foi renovado.

### Figueirense
Em 2 de janeiro de 2018, assinou com o Figueirense por duas temporadas.
Em 8 de abril, foi campeão do Campeonato Catarinense com o Figueirense, tendo sido premiado com a bola de prata como melhor goleiro da competição.
Em 1 de setembro, Denis defendeu um pênalti no clássico contra o Avaí, que completava 95 anos no dia, e o jogo terminou com a vitória alvinegra por 1–0.

### Gil Vicente
No dia 5 de agosto de 2019, uma semana após acionar o Figueirense Futebol Clube na Justiça do Trabalho e conseguir sua rescisão de contrato, Denis assinou por dois anos com o Gil Vicente, de Portugal.

### Aris
No dia 2 de julho de 2021, Denis assinou contrato por duas temporadas com o Aris, clube que disputa a primeira divisão na Grécia.

### Sport
No dia 22 de Agosto de 2022 assinou contrato com o Sport até o final da temporada.

## Polêmica
Em 5 de abril de 2013, um dia depois de Rogério Ceni ter falhado na derrota são-paulina, por 2 a 1, diante do The Strongest, pela Libertadores, a esposa de Denis, Carol Paes Matos, criticou a postura do goleiro titular, de "sempre querer jogar", mesmo em más condições técnicas e físicas. Para ela, isso acabaria afetando seu marido, que não teria uma maior sequência de jogos. Sua reclamação, postada em rede social, foi: "Rogério Ceni falha no primeiro gol! Ele não dá chance nem pra mãe dele…"
Chateado com a atitude da mulher, Denis se desculpou com Rogério: "Estou muito chateado com ela, por causa disso. O Rogério é um ídolo que tenho, espelho-me nele. Como torcedora, ela deu um depoimento infeliz."

## Estatísticas
Até 30 de julho de 2019.

### Clubes
| Clube             | Temporada         | Campeonato nacional | Campeonato nacional | Copa nacional | Copa nacional | Competições continentais¹ | Competições continentais¹ | Campeonato Estadual | Campeonato Estadual | Outros torneios² | Outros torneios² | Total | Total |
| Clube             | Temporada         | Jogos               | Gols                | Jogos         | Gols          | Jogos                     | Gols                      | Jogos               | Gols                | Jogos            | Gols             | Jogos | Gols  |
| ----------------- | ----------------- | ------------------- | ------------------- | ------------- | ------------- | ------------------------- | ------------------------- | ------------------- | ------------------- | ---------------- | ---------------- | ----- | ----- |
| São Paulo         | 2009              | 17                  | 0                   | —             | —             | 2                         | 0                         | 1                   | 0                   | 0                | 0                | 20    | 0     |
| São Paulo         | 2010              | 0                   | 0                   | —             | —             | 0                         | 0                         | 0                   | 0                   | 0                | 0                | 0     | 0     |
| São Paulo         | 2011              | 3                   | 0                   | 0             | 0             | 1                         | 0                         | 0                   | 0                   | 0                | 0                | 4     | 0     |
| São Paulo         | 2012              | 14                  | 0                   | 9             | 0             | 0                         | 0                         | 21                  | 0                   | 0                | 0                | 44    | 0     |
| São Paulo         | 2013              | 3                   | 0                   | —             | —             | 0                         | 0                         | 8                   | 0                   | 3                | 0                | 14    | 0     |
| São Paulo         | 2014              | 3                   | 0                   | —             | —             | 0                         | 0                         | 2                   | 0                   | —                | —                | 5     | 0     |
| São Paulo         | 2015              | 6                   | 0                   | 1             | 0             | 0                         | 0                         | 1                   | 0                   | 0                | 0                | 8     | 0     |
| São Paulo         | 2016              | 37                  | 0                   | 2             | 0             | 13                        | 0                         | 17                  | 0                   | 1                | 0                | 70    | 0     |
| São Paulo         | 2017              | 0                   | 0                   | 3             | 0             | 1                         | 0                         | 3                   | 0                   | 1                | 0                | 8     | 0     |
| São Paulo         | Total             | 83                  | 0                   | 15            | 0             | 17                        | 0                         | 53                  | 0                   | 5                | 0                | 173   | 0     |
| Figueirense       | 2018              | 33                  | 0                   | 4             | 0             | —                         | —                         | 17                  | 0                   | —                | —                | 54    | 0     |
| Figueirense       | 2019              | 13                  | 0                   | 2             | 0             | 0                         | 0                         | 19                  | 0                   | 1                | 0                | 35    | 0     |
| Figueirense       | Total             | 46                  | 0                   | 6             | 0             | 0                         | 0                         | 36                  | 0                   | 1                | 0                | 89    | 0     |
| Gil Vicente       | 2019–20           | 2                   | 0                   | 0             | 0             | —                         | —                         | —                   | —                   | —                | —                | 2     | 0     |
| Gil Vicente       | Total             | 2                   | 0                   | 0             | 0             | 0                         | 0                         | —                   | —                   | —                | —                | 0     | 0     |
| Total na Carreira | Total na Carreira | 131                 | 0                   | 21            | 0             | 17                        | 0                         | 89                  | 0                   | 6                | 0                | 264   | 0     |

¹Estão incluídos jogos e gols da Copa Libertadores e da Copa Sul-Americana.

²Estão incluídos jogos e gols em amistosos, Copa Audi, Florida Cup e Recopa Catarinense.

## Títulos
São Paulo
- Copa Sul-Americana: 2012[10]
- Eusébio Cup: 2013
- Florida Cup: 2017

Figueirense
- Campeonato Catarinense: 2018
- Recopa Catarinense: 2019

### Títulos individuais
Figueirense
- Campeonato Catarinense: Bola de Prata de Melhor Goleiro (2018)
- Campeonato Catarinense: Bola de Ouro de Melhor Goleiro (2019)

Gil Vicente
- Melhor Goleiro da Liga NOS de 2020 segundo o jornal português Record.